# حمید احمدی (تاریخ‌نگار)
حمید احمدی (متولد ۱۵ آوریل ۱۹۴۵) مورخ تاریخ مدرن ایران است. او مدرک کارشناسی ارشد خود را در رشته مطالعات دریایی و کارشناسی ارشد خود را در رشته علوم سیاسی دریافت کرد و دکترای خود را در این رشته در دانشگاه آزاد برلین گذراند. احمدی عضو کمیته راهبردی نظامی-دریایی ایران و مشاور نظامی وزیر دفاع در سال ۱۳۵۸ و مشاور نظامی رئیس جمهور سابق ایران، ابوالحسن بنی صدر، در سال‌های ۱۳۵۹ تا ۱۳۶۰ بود.
او بنیانگذار و مدیر انجمن تحقیقات تاریخ شفاهی ایران (RAIOH) است که هدف آن گسترش دانش در مورد تاریخ و سیاست اخیر و معاصر ایران با پوشش جنبه‌های کلی‌تر تاریخ اجتماعی است. در راستای دستیابی به این اهداف، این انجمن مصاحبه‌های تاریخ شفاهی انجام می‌دهد و همچنین اسناد، چه نسخه خطی و چه چاپی، را جمع‌آوری می‌کند. اگرچه این نهاد با بسیاری از سیاستمداران، دیپلمات‌ها و سربازان برجسته مصاحبه کرده است، اما تلاش می‌کند ایده‌ها، احساسات، تجربیات، زندگی‌ها و آنچه مکتب فرانسوی آنال، ذهنیت‌های کسانی که به نخبگان تعلق ندارند - برخی از آنها از طبقه متوسط رو به پایین و حتی طبقه کارگر هستند - را برای آیندگان حفظ کند.